# Batalha de Artaxata
A Batalha de Artaxata foi travada em 68 a.C. entre as forças da República Romana e as do Reino da Armênia. Os romanos foram liderados pelo general Lúcio Licínio Lúculo e os armênios, pelo rei Tigranes, o Grande, que estava abrigando em sua corte o rei Mitrídates VI do Ponto. Artaxata era a capital histórica da Armênia e a batalha ocorreu em suas proximidades, às margens do rio Arsânias. Apesar de os romanos terem saído vitoriosos, os longos anos que seu exército tinha passado na campanha armênia e o fato de Mitrídates ter escapado cobraram seu preço. Depois de marcharem mais de 1 500 quilômetros em território inimigo, os legionários de Lúculo se recusaram a seguir adiante e deram início a um motim. Lúculo foi obrigado a se retirar da Armênia e, no final do outono e início do inverno, cercou e tomou Nísibis, a principal fortaleza armênia no norte da Mesopotâmia. 
Logo depois, Lúculo foi substituído por Pompeu por ordem do Senado Romano.